# Bain public et gymnase de Maisonneuve
Le Bain public et gymnase de Maisonneuve, également appelé Bain Morgan en raison de son emplacement sur l'avenue Morgan, est un centre aquatique sportif situé au cœur de l'arrondissement Mercier–Hochelaga-Maisonneuve à Montréal.

## Histoire
Construit entre 1914 et 1915 par les architectes Marius Dufresne et Wilfred Vandal, ce bâtiment en calcaire de style Beaux-Arts s'inscrit dans un vaste plan hygiéniste orchestré par les autorités publiques de l'époque.
Bien que les lieux abritèrent l'École de police de Montréal entre 1920 et 1960, ceux-ci conservent encore à ce jour leur but initial, soit celui de bain public.
L'édifice est classé « Immeuble de valeur patrimoniale exceptionnelle » par la ville de Montréal, mais ne possède cependant aucun statut patrimonial aux niveaux provincial et fédéral.
Les sculptures de calcaire qui ornent le fronton ont été conçues par le sculpteur Arthur Dubord tandis que la fontaine de bronze est signée par l'artiste sculpteur Alfred Laliberté.
Le Bain Morgan a fait l'objet d'une restauration majeure en 2024.

## Galerie

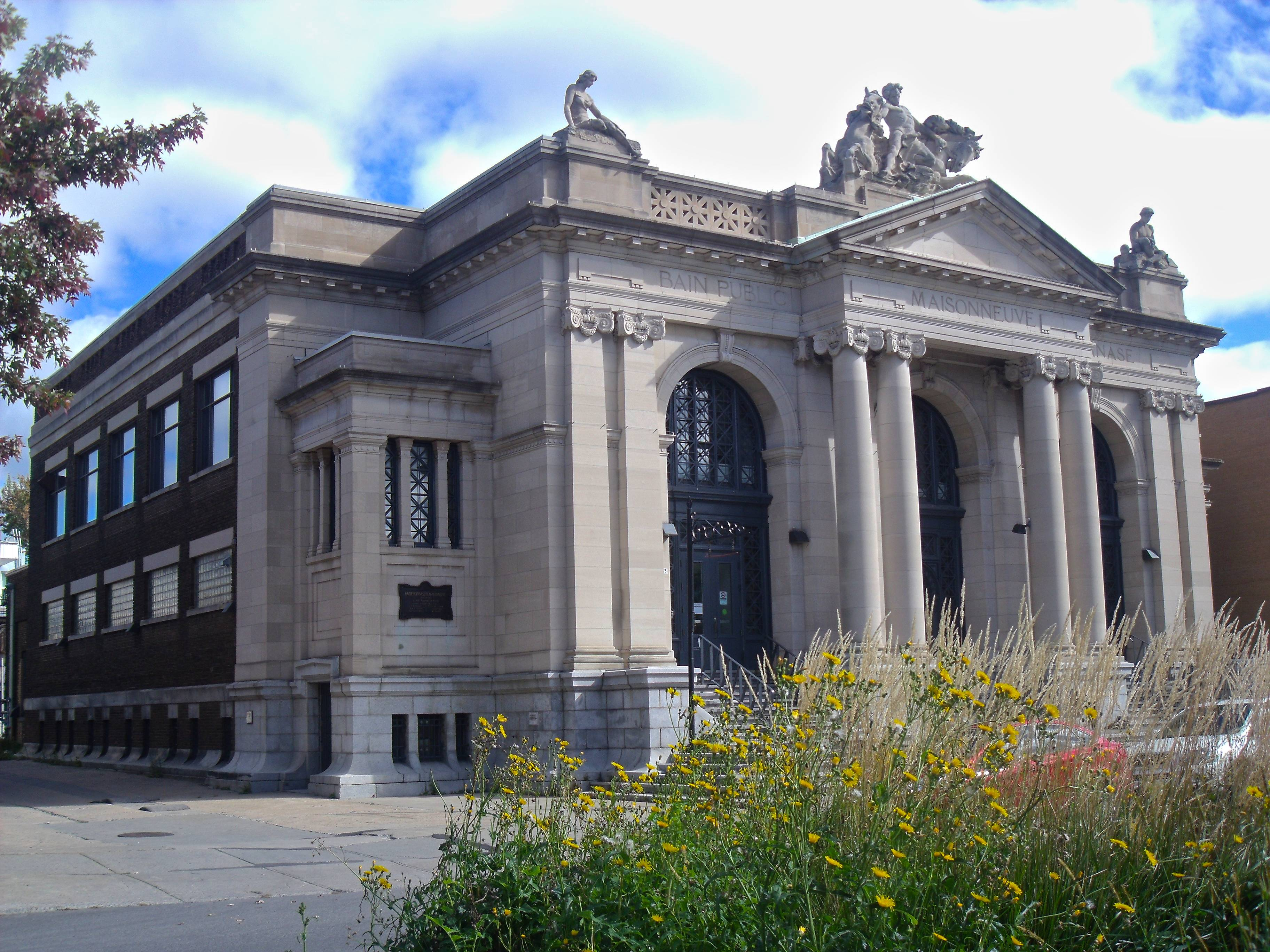
Façade et côté en été.
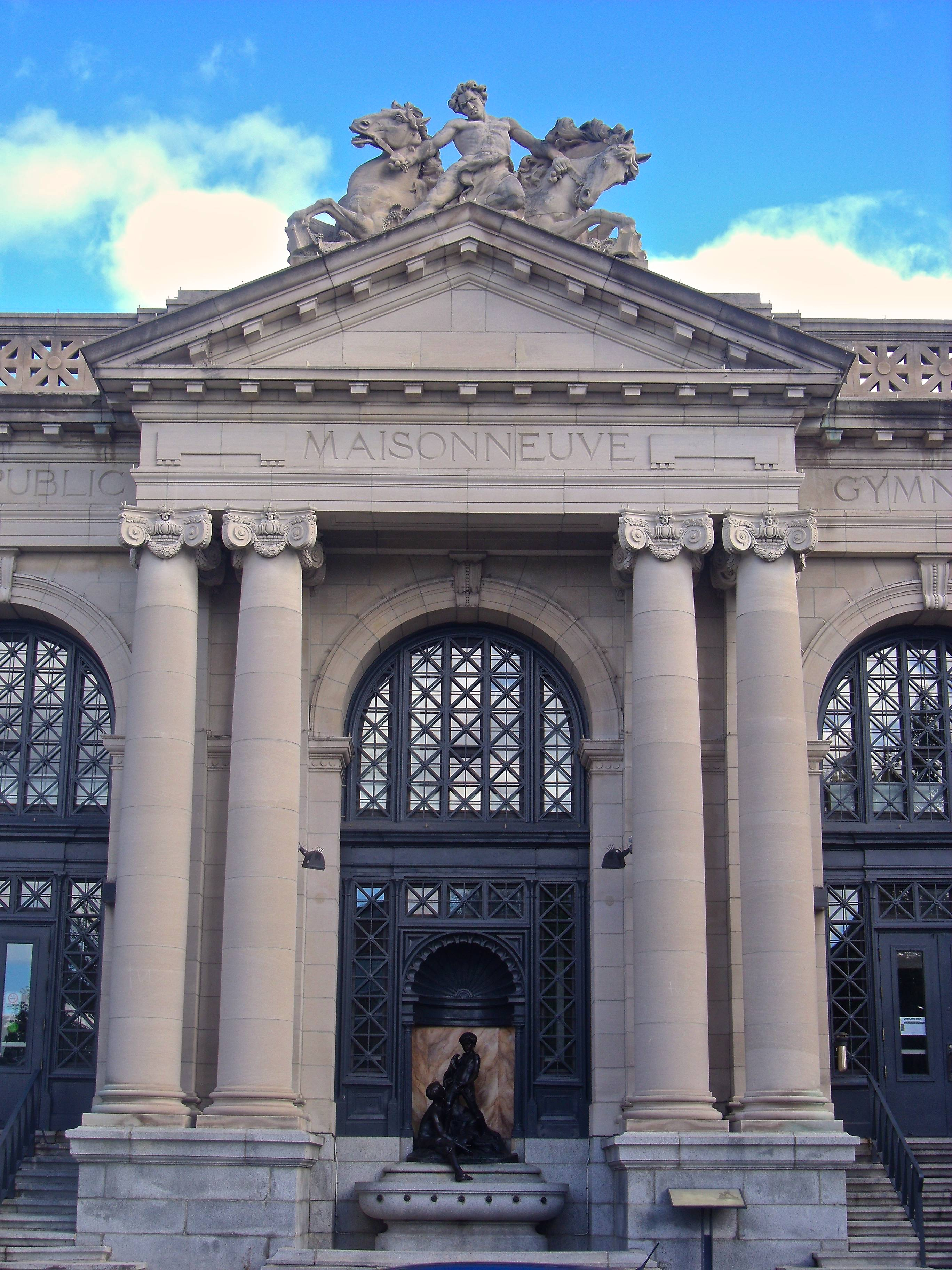
Entrée et fronton.
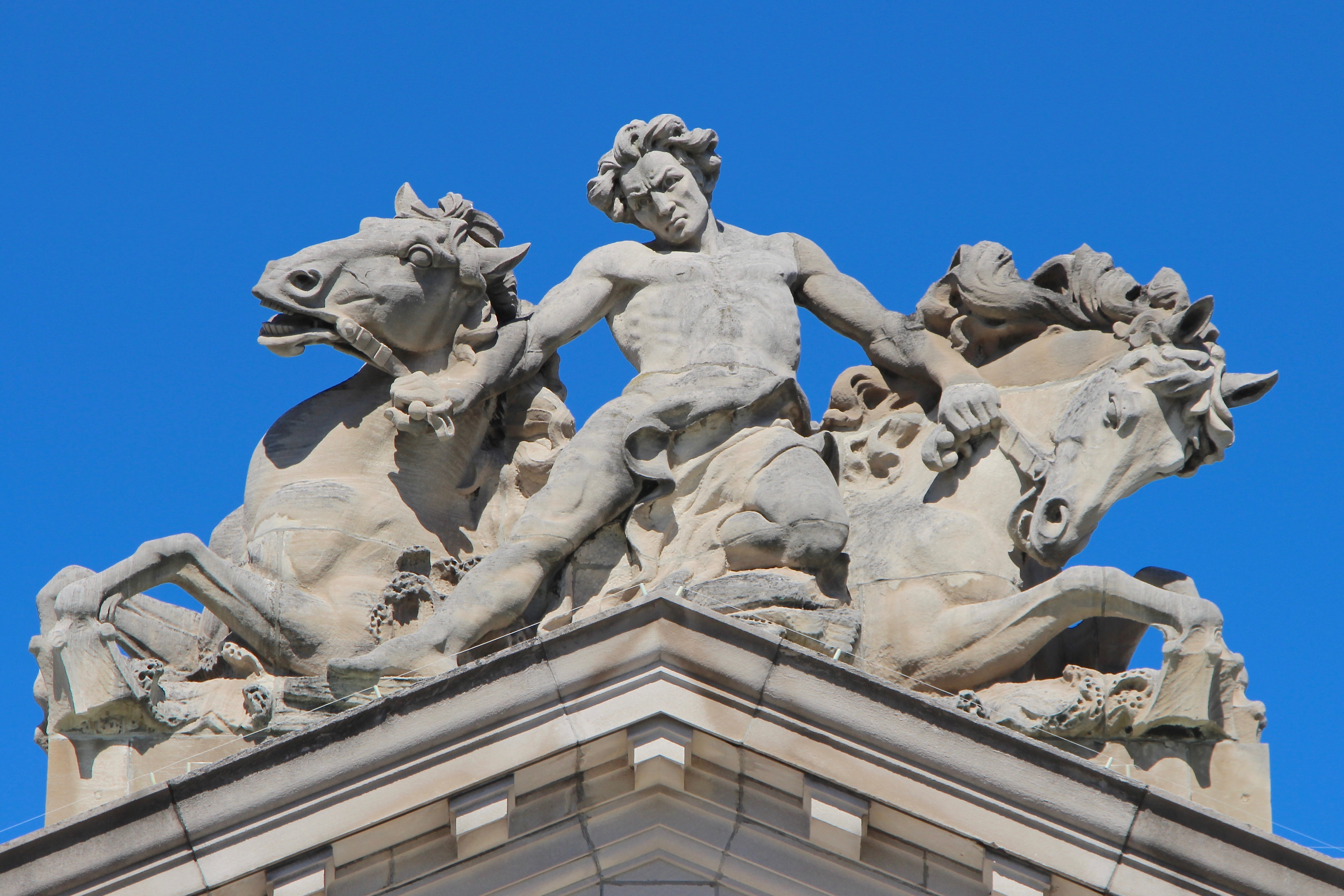
Poséidon (sculpture centrale) - Arthur Dubord.
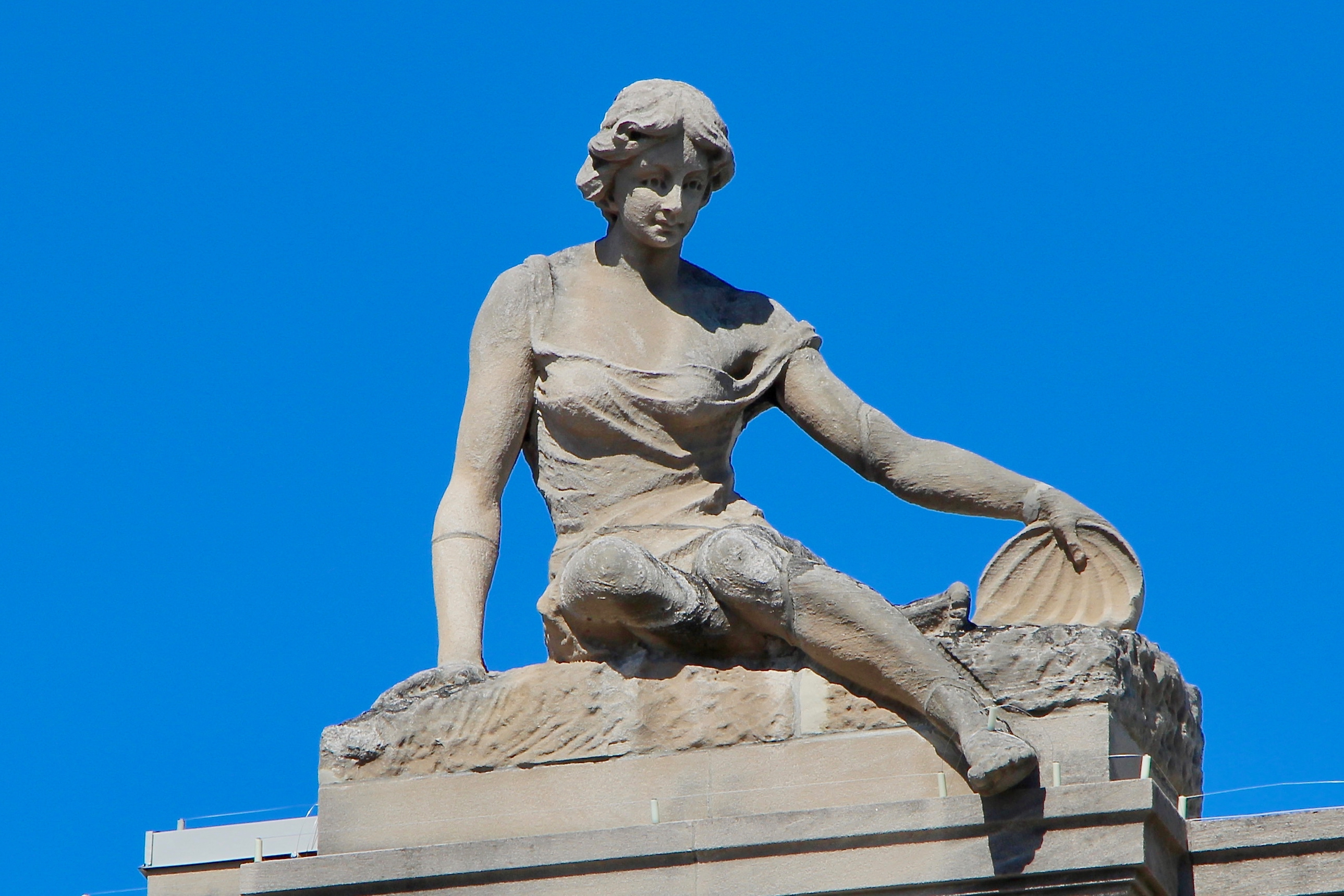
La Naïade (sculpture de gauche) - Arthur Dubord.
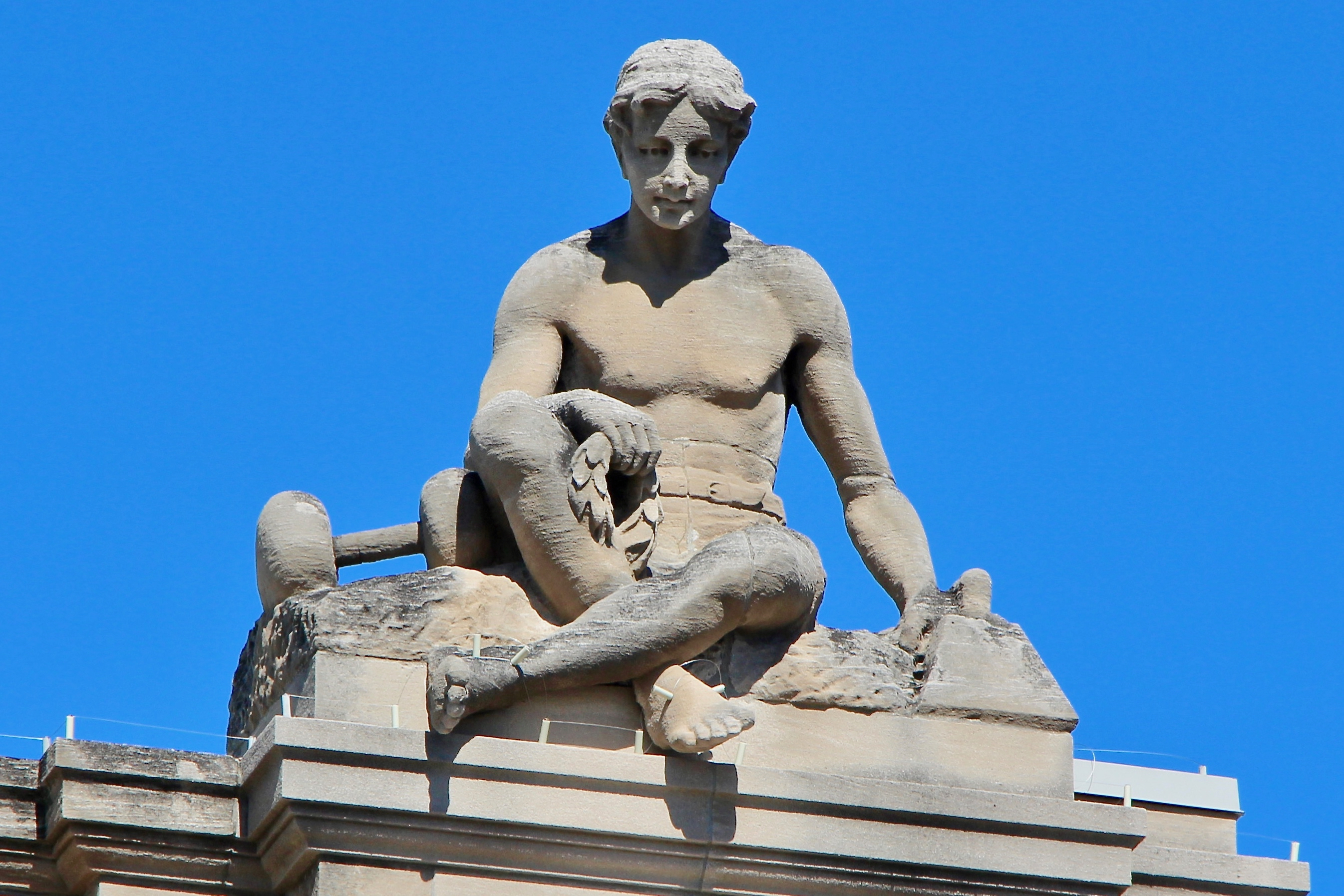
Le Gymnaste (sculpture de droite) - Arthur Dubord.
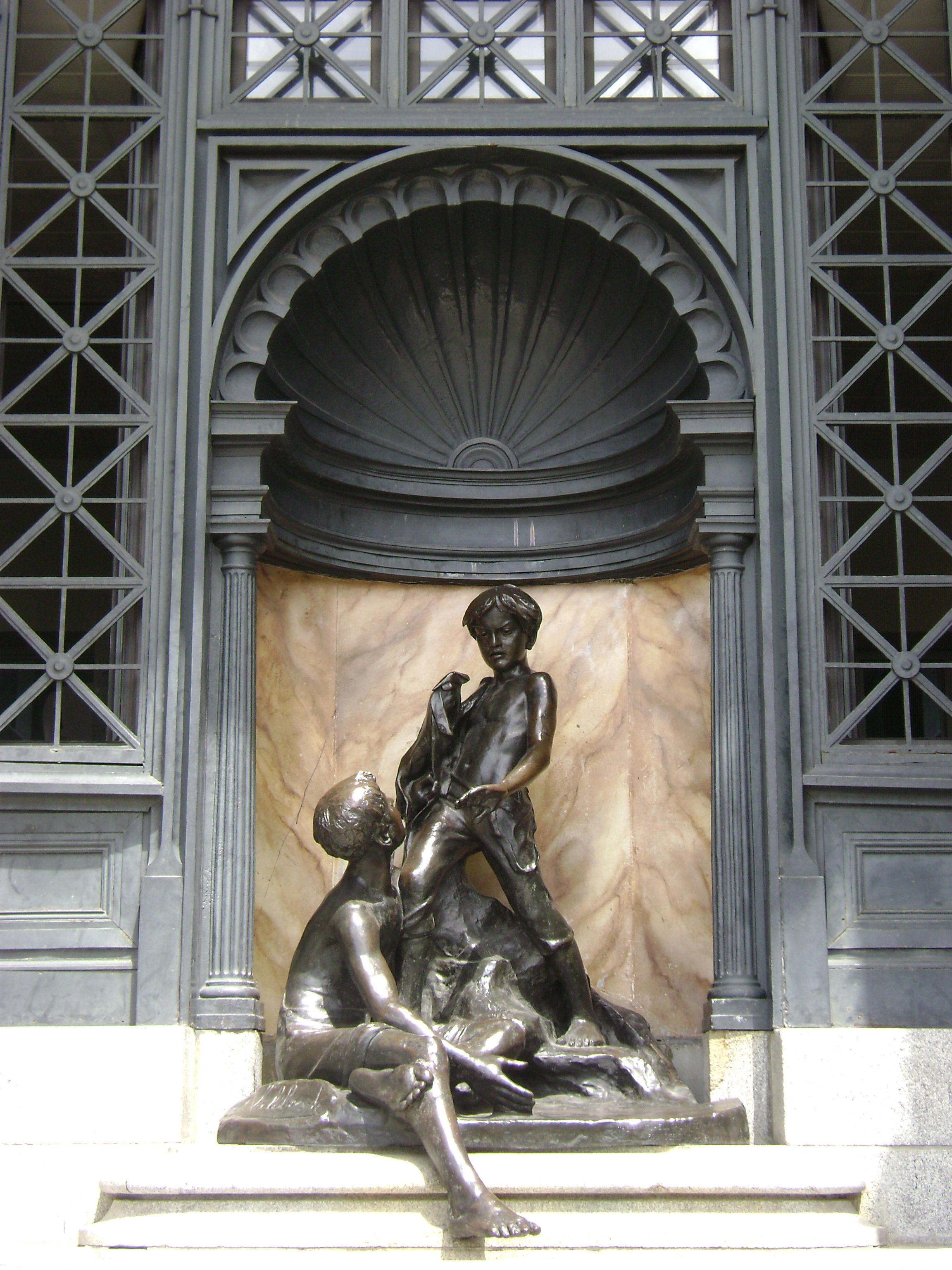
Les Petits baigneurs (fontaine centrale) - Alfred Laliberté.
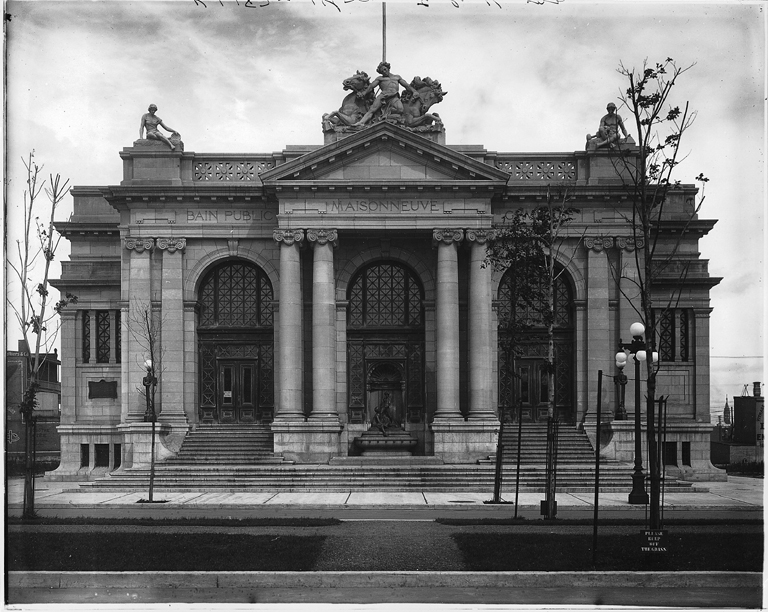
Le bain public et gymnase de Maisonneuve en 1916.
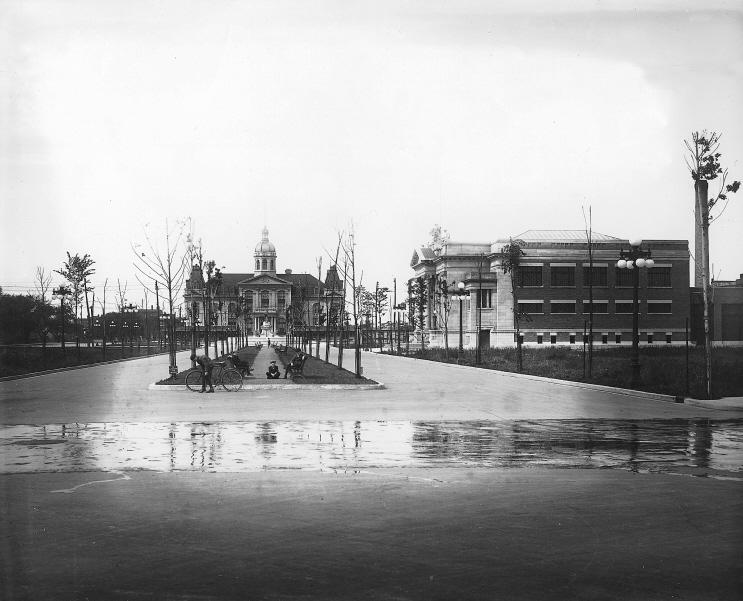
Le bain public et gymnase de Maisonneuve en 1916, vue du sud.